# Festa de la cançó de muntanya
La Festa de la cançó de muntanya és un aplec anual de diferents corals d'entitats excursionistes catalanes. La primera trobada, organitzada per l'Agrupació Excursionista Catalunya, se celebrà al 9 de maig de 1965, a Hostalric, davant la prohibició de les autoritats fer-ho a la Vil·la Joana i a tota la província de Barcelona.
Des de llavors diferents entitats s'han encarregat de la seva organització i nombrosos pobles han acollit aquesta festa. Tradicionalment el Cant dels Adéus tanca la celebració.

## Edicions
| Any  | Edició         | Lloc                                   | Entitat organitzadora                                                   |
| ---- | -------------- | -------------------------------------- | ----------------------------------------------------------------------- |
| 1965 | I              | Hostalric                              | Agrupació Excursionista Catalunya                                       |
| 1966 | II             | Hostalric                              | Agrupació Excursionista Catalunya                                       |
| 1967 | III            | Hostalric                              | Agrupació Excursionista Catalunya                                       |
| 1968 | IV             | Montblanc                              | Agrupació Excursionista Catalunya                                       |
| 1969 | V              | Montblanc                              | Agrupació Excursionista Catalunya                                       |
| 1970 | VI             | Castellterçol                          | Agrupació Excursionista Catalunya                                       |
| 1971 | VII            | Bagà                                   | Unió Excursionista de Catalunya                                         |
| 1972 | VIII           | Solsona                                | Club Excursionista de Gràcia                                            |
| 1973 | IX             | Cabrera de Mar                         | Agrupació Científico-Excursionista de Mataró                            |
| 1974 | X              | Moià                                   | Unió Excursionista de Sabadell                                          |
| 1975 | XI             | Berga                                  | UEC de Collblanc                                                        |
| 1976 | XII            | Besalú                                 | Centre Excursionista de Catalunya                                       |
| 1977 | XIII           | Valls                                  | Club Excursionista de Gràcia                                            |
| 1978 | XIV            | Sant Cugat del Vallès                  | Club Muntanyenc Sant Cugat                                              |
| 1979 | XV             | Mataró                                 | UEC de Barcelona                                                        |
| 1980 | XVI            | Igualada                               | UEC de Gràcia                                                           |
| 1981 | XVII           | Monestir de Santes Creus               | Unió Excursionista de Sabadell                                          |
| 1982 | XVIII          | Teià                                   | Club Excursionista de Gràcia                                            |
| 1983 | XIX            | L'Espluga de Francolí                  | Associació Excursionista d'Etnografia i Folklore                        |
| 1984 | XX             | l'Esquirol                             | Centre Excursionista d'Olot Centre Excursionista de la Comarca de Bages |
| 1985 | XXI            | Sant Feliu de Guíxols                  | Centre Excursionista Montclar                                           |
| 1986 | XXII           | Santa Maria del Collell                | Unió Excursionista de Sabadell                                          |
| 1987 | XXIII          | Santa Coloma de Queralt                | Club Excursionista de Gràcia                                            |
| 1988 | XXIV           | Santa Coloma de Farners                | Associació Excursionista d'Etnografia i Folklore                        |
| 1989 | XXV            | Cervera                                | Corals participants                                                     |
| 1990 | XVI            | Caldes de Montbui                      | UEC de Gràcia                                                           |
| 1991 | XXVII          | Calaf                                  | Unió Excursionista de Sabadell                                          |
| 1992 | XXVIII         | Sant Joan de les Abadesses             | UEC de Barcelona                                                        |
| 1993 | XXIX           | Oliana                                 | Centre Excursionista de Catalunya                                       |
| 1994 | XXX            | Vic                                    | Unió Excursionista de Vic i Coral Catalunya                             |
| 1995 | XXXI           | Prats de Molló                         | Associació Excursionista d'Etnografia i Folklore                        |
| 1996 | XXVII          | L'Espluga Calba                        | Unió Excursionista de Sabadell                                          |
| 1997 | XXIII          | Caldes de Malavella                    | Club Excursionista de Gràcia                                            |
| 1998 | XXXIV          | Bagà                                   | UEC de Barcelona                                                        |
| 1999 | XXXV           | Santuari de la Mare de Déu de Núria    | Unió Excursionista de Sabadell                                          |
| 2000 | XXXVI          | La Garriga                             | UEC de Gràcia                                                           |
| 2001 | XXXVII         | Arbúcies                               | Associació Excursionista d'Etnografia i Folklore                        |
| 2002 | XXXVIII        | La Seu d'Urgell                        | Club Excursionista de Gràcia                                            |
| 2003 | XXXIX          | Vilafranca del Penedès                 | Centre Excursionista Vilafranca del Penedès                             |
| 2004 | XL             | Castellar del Vallès                   | Centre Excursionista de Castellar i Corals participants                 |
| 2005 | XLI            | Santuari de la Mare de Déu de la Salut | Unió Excursionista de Sabadell                                          |
| 2006 | XLII           | Mataró                                 | UEC de Mataró                                                           |
| 2007 | XLIII          | Llívia                                 | Club Excursionista de Gràcia                                            |
| 2008 | XLIV           | Sabadell                               | Unió Excursionista de Sabadell                                          |
| 2009 | XLV            | Santuari de la Mare de Déu de Núria    | UEC de Gràcia                                                           |
| 2010 | XLVI           | Sarral                                 | Associació Excursionista d'Etnografia i Folklore                        |
| 2011 | XLVII          | Sabadell                               | Unió Excursionista de Sabadell                                          |
| 2012 | XLVIII         | Barcelona                              | Agrupació Excursionista Catalunya                                       |
| 2013 | XLIX           | Ripoll                                 | Centre Excursionista Els Blaus                                          |
| 2014 | L              | Monestir de Montserrat                 | Corals participants                                                     |
| 2015 | LI             | Rupit                                  | UEC de Gràcia                                                           |
| 2016 | No s'organitzà | No s'organitzà                         | No s'organitzà                                                          |
| 2017 | LII            | Sant Feliu de Codines                  | Centre Excursionista Sant Feliu de Codines                              |
| 2018 | LIII           | Terrassa                               | Centre Excursionista de Terrassa                                        |
| 2019 | LIV            | Sabadell                               | Unió Excursionista de Sabadell                                          |
| 2020 | No s'organitzà | No s'organitzà                         | No s'organitzà                                                          |